# Comté de Dorchester (Caroline du Sud)
Pour les articles homonymes, voir Comté de Dorchester.
Le comté de Dorchester est l’un des 46 comtés de l’État de Caroline du Sud, aux États-Unis. Il a été fondé en 1868. Son siège est la ville de Saint George. Selon le recensement de 2010, la population du comté est de 136 555 habitants.

## Géographie
Le comté a une superficie de 1 494 km2, dont 1 489 km2 de terre ferme. 

## Démographie
| 1900   | 1910   | 1920   | 1930   | 1940   | 1950   |
| ------ | ------ | ------ | ------ | ------ | ------ |
| 16 294 | 17 891 | 19 459 | 18 956 | 19 928 | 22 601 |

| 1960   | 1970   | 1980   | 1990   | 2000   | 2010    |
| ------ | ------ | ------ | ------ | ------ | ------- |
| 24 383 | 32 276 | 58 761 | 83 060 | 96 413 | 136 555 |